# POMT1
Protein O-manozil-transferaza 1 je enzim koji je kod ljudi kodiran genom POMT1. On je član dolihil-fosfat-manoza-protein manoziltransferaza.

## Literatura
- Grewal PK, Hewitt JE (октобар 2003). „Glycosylation defects: a new mechanism for muscular dystrophy?”. Human Molecular Genetics. 12 Spec No 2 (90002): R259—64. PMID 12925572. doi:10.1093/hmg/ddg272 .
- Beltrán-Valero de Bernabé D, Currier S, Steinbrecher A, Celli J, van Beusekom E, van der Zwaag B,  . (новембар 2002). „Mutations in the O-mannosyltransferase gene POMT1 give rise to the severe neuronal migration disorder Walker-Warburg syndrome”. American Journal of Human Genetics. 71 (5): 1033—43. PMC 419999 . PMID 12369018. doi:10.1086/342975.
- Sabatelli P, Columbaro M, Mura I, Capanni C, Lattanzi G, Maraldi NM,  . (мај 2003). „Extracellular matrix and nuclear abnormalities in skeletal muscle of a patient with Walker-Warburg syndrome caused by POMT1 mutation”. Biochimica et Biophysica Acta (BBA) - Molecular Basis of Disease. 1638 (1): 57—62. PMID 12757935. doi:10.1016/s0925-4439(03)00040-1 .
- Manya H, Chiba A, Yoshida A, Wang X, Chiba Y, Jigami Y,  . (јануар 2004). „Demonstration of mammalian protein O-mannosyltransferase activity: coexpression of POMT1 and POMT2 required for enzymatic activity”. Proceedings of the National Academy of Sciences of the United States of America. 101 (2): 500—5. Bibcode:2004PNAS..101..500M. PMC 327176 . PMID 14699049. doi:10.1073/pnas.0307228101 .
- Kim DS, Hayashi YK, Matsumoto H, Ogawa M, Noguchi S, Murakami N,  . (март 2004). „POMT1 mutation results in defective glycosylation and loss of laminin-binding activity in alpha-DG”. Neurology. 62 (6): 1009—11. PMID 15037715. S2CID 28864658. doi:10.1212/01.wnl.0000115386.28769.65.
- Akasaka-Manya K, Manya H, Endo T (децембар 2004). „Mutations of the POMT1 gene found in patients with Walker-Warburg syndrome lead to a defect of protein O-mannosylation”. Biochemical and Biophysical Research Communications. 325 (1): 75—9. PMID 15522202. doi:10.1016/j.bbrc.2004.10.001.
- Currier SC, Lee CK, Chang BS, Bodell AL, Pai GS, Job L,  . (фебруар 2005). „Mutations in POMT1 are found in a minority of patients with Walker-Warburg syndrome”. American Journal of Medical Genetics. Part A. 133A (1): 53—7. PMID 15637732. S2CID 16549086. doi:10.1002/ajmg.a.30487.
- Balci B, Uyanik G, Dincer P, Gross C, Willer T, Talim B,  . (април 2005). „An autosomal recessive limb girdle muscular dystrophy (LGMD2) with mild mental retardation is allelic to Walker-Warburg syndrome (WWS) caused by a mutation in the POMT1 gene”. Neuromuscular Disorders. 15 (4): 271—5. PMID 15792865. S2CID 23007648. doi:10.1016/j.nmd.2005.01.013.
- Otsuki T, Ota T, Nishikawa T, Hayashi K, Suzuki Y, Yamamoto J,  . (2007). „Signal sequence and keyword trap in silico for selection of full-length human cDNAs encoding secretion or membrane proteins from oligo-capped cDNA libraries”. DNA Research. 12 (2): 117—26. PMID 16303743. doi:10.1093/dnares/12.2.117 .
- Kimura K, Wakamatsu A, Suzuki Y, Ota T, Nishikawa T, Yamashita R,  . (јануар 2006). „Diversification of transcriptional modulation: large-scale identification and characterization of putative alternative promoters of human genes”. Genome Research. 16 (1): 55—65. PMC 1356129 . PMID 16344560. doi:10.1101/gr.4039406.
- Akasaka-Manya K, Manya H, Nakajima A, Kawakita M, Endo T (јул 2006). „Physical and functional association of human protein O-mannosyltransferases 1 and 2”. The Journal of Biological Chemistry. 281 (28): 19339—45. PMID 16698797. doi:10.1074/jbc.M601091200 .
- Bouchet C, Vuillaumier-Barrot S, Gonzales M, Boukari S, Bizec CL, Fallet C,  . (јануар 2007). „Detection of an Alu insertion in the POMT1 gene from three French Walker Warburg syndrome families”. Molecular Genetics and Metabolism. 90 (1): 93—6. PMID 17079174. doi:10.1016/j.ymgme.2006.09.005.

## Spoljašnje veze
- GeneReviews/NCBI/NIH/UW entry on Congenital Muscular Dystrophy Overview
- GeneReviews/NCBI/NIH/UW entry on Anophthalmia / Microphthalmia Overview